# Tramway de Pau

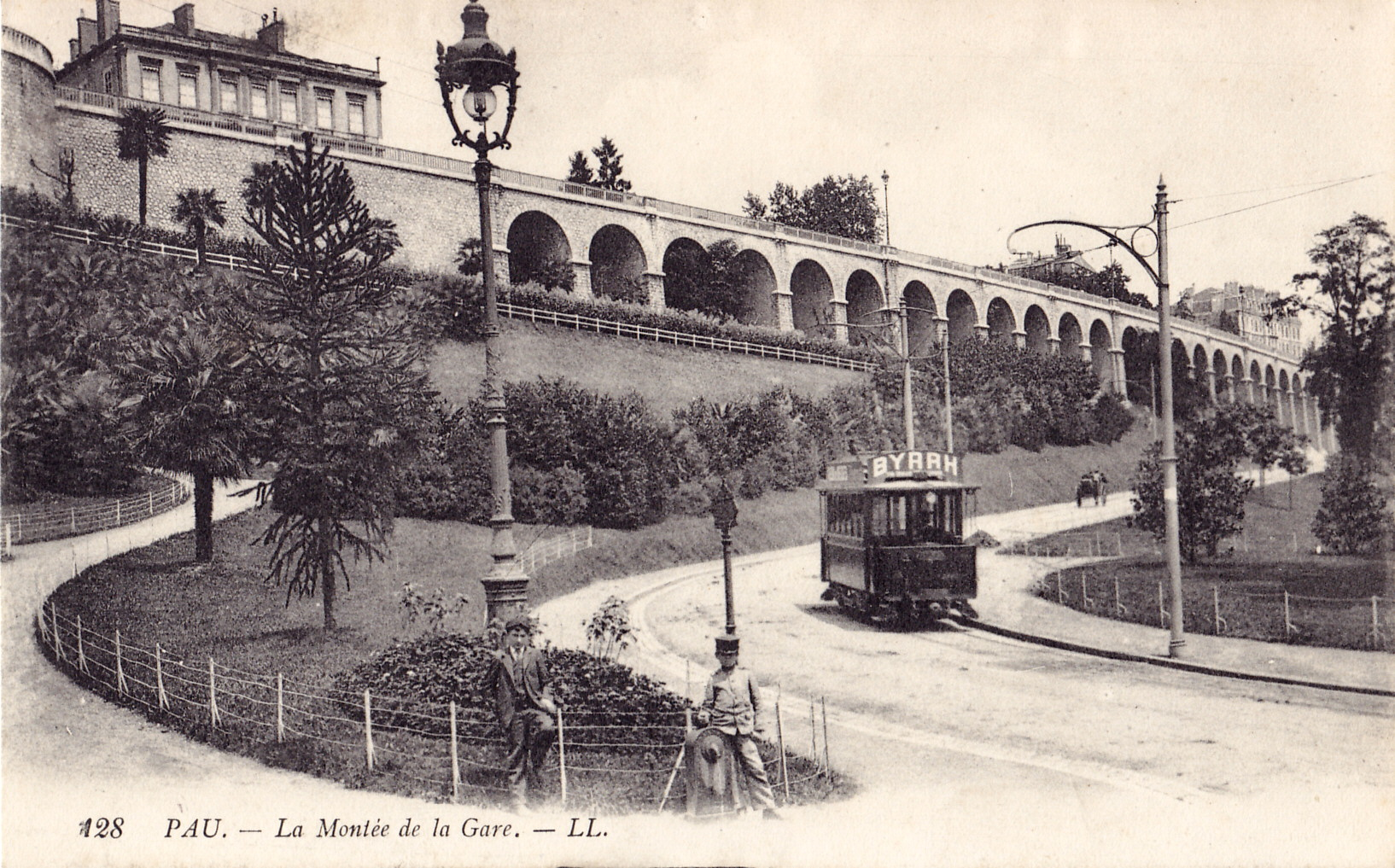
Tramway circulant sur la Montée de la Gare.

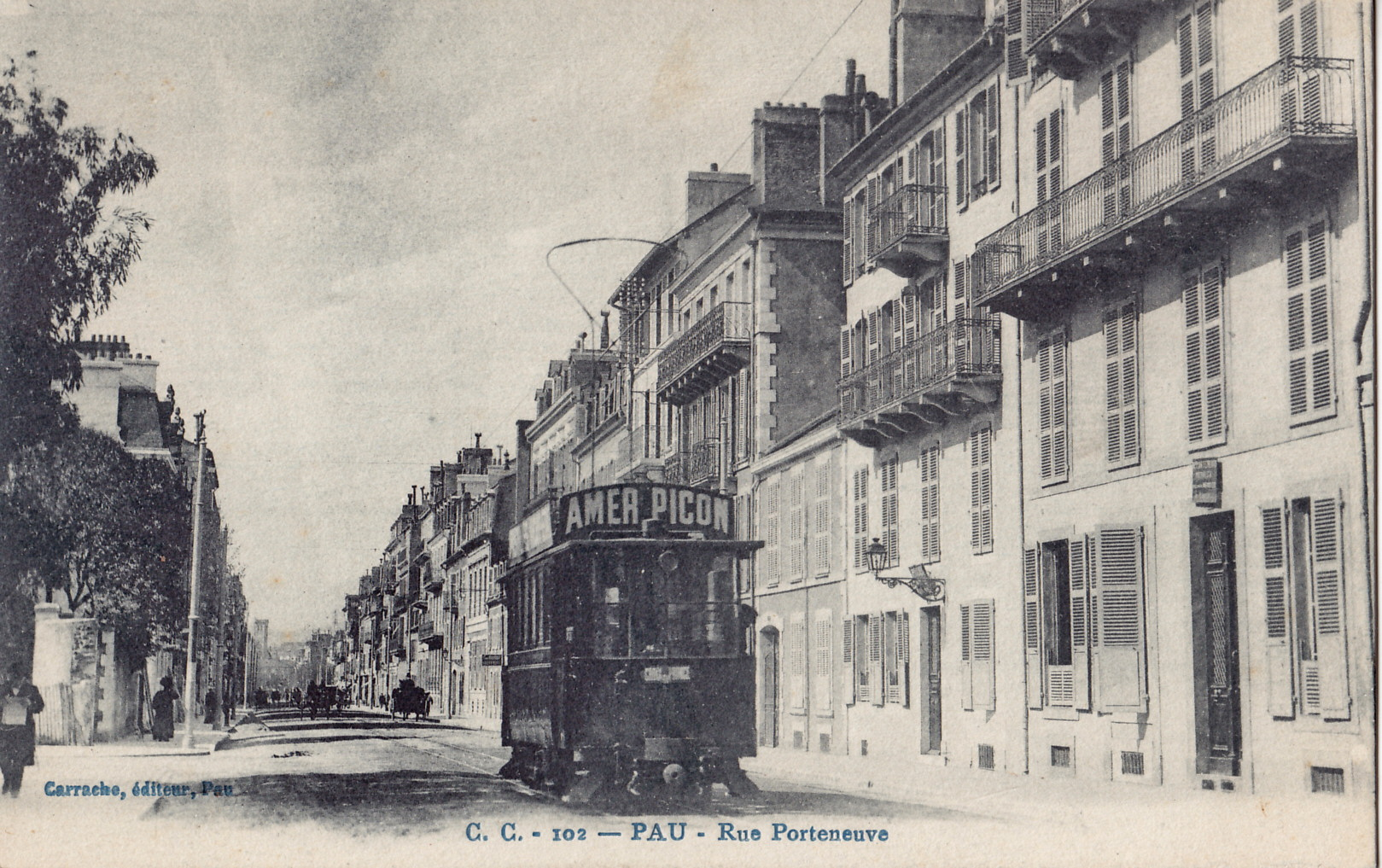
Tramway circulant rue Porteneuve, dans les années 1910.

Le Tramway de Pau est un réseau de transport en commun, desservant la ville de Pau, entre 1894 et le 30 avril 1931.

## Histoire

### Tramway hippomobile
Une première concession est attribuée à M. Sancéry pour un réseau de tramways à chevaux en 1894, prévoyant à l'origine quatre lignes. Après une convention passée entre la SBTU et la ville, le 6 décembre 1898, il est décidé de passer sur à la traction électrique ainsi que de réduire le nombre des lignes à trois seulement.
Une seconde convention est signée 10 octobre 1899 et un décret d'utilité publique est déposé le 3 novembre 1899, et la traction hippomobile disparait définitivement le 1er novembre 1900, date à laquelle le réseau est totalement opérationnel.

### Société béarnaise des tramways urbains
La Société béarnaise des tramways urbains - (SBTU) société dont le siège se situe à Lyon, 8 rue de la Bourse, dépend du groupe l'Omnium lyonnais de chemins de fer et tramways.
Elle construit un réseau de tramways électriques à voie métrique comprenant donc trois lignes.
Dont:
- ligne 1: - Boulevard Guillemin - la Croix du Prince ;
- ligne 2: - Route de Bordeaux - La  Halle, (place Georges Clemenceau) ;
- ligne 3: - La gare du Midi - La Halle, (place Georges Clemenceau) ;

La longueur totale du réseau est de 7 km.
La voie est à l'écartement métrique. L'alimentation électrique se fait alors par archet. Le matériel roulant comprend 14 motrices et 5 remorques.
À proximité de la gare, la SBTU décide également, le 14 janvier 1899, la construction de sa "station centrale" comprenant un vaste dépôt et une usine génératrice mue par deux machines à vapeur de 150 chevaux chacune, produisant à elles deux, 1100 volts en courant continu. Les travaux de celle-ci se terminent en avril 1900, avec l'achèvement de la haute cheminée, équipée de son paratonnerre destiné à servir de point de repère pour trouver, au moyen de petites plaques de fonte fixées sur la rambarde du boulevard des Pyrénées, le nom des différents pics, cols, pènes et vallées de la chaine des Pyrénées.
Très rapidement insuffisante, la production d'électricité connait plusieurs avaries, et ce dès septembre 1900. La SBTU stoppe définitivement sa production et passe donc un contrat le 1er septembre 1904, avec la Société électrique des Pyrénées, gérant alors l'alimentation de la ville et de sa proche région.
La ville décide le déclassement du réseau fin 1927, puis, vétuste et mal entretenu, il disparait progressivement à partir de la fin de l'année 1928, au profit de l'autobus jugé plus moderne, le dernier tramway circulant le 30 avril 1931.
Le 27 février 1931, le réseau d'autobus est mis en place et la SBTU devient alors la Société béarnaise des transports automobiles - SBTA qui conserve l'usage des bâtiments de dépôt et de l'usine jusqu'en 1979, année où elle devient la STAP - Société de transport de l'agglomération paloise.

### Compagnie du Chemin de fer de Pau-Oloron-Mauléon (POM)
La Compagnie du chemin de fer de Pau-Oloron-Mauléon - (POM) obtient la concession d'un réseau de tramways départementaux à vapeur desservant l'arrière pays palois.
Le réseau comprend 4 lignes :
- Pau - Saint-Laurent-Bretagne - Lembeye (37,8 km), mise en service entre 1902 et 1905 ;
- Saint-Laurent-Bretagne - Aire-sur-l'Adour (23,5 km), mise en service entre 1904 et 1908 ;
- Pau - Pontacq (27 km), mise en service en 1902 ;
- Pau - Monein (25 km), mise en service en 1902.

La gare de départ est située place de la République à Pau. Un raccordement de 6 km contournant la ville, dessert la gare de la Compagnie des Chemins de fer du Midi et le dépôt.
Ces lignes disparaissent entre le 31 décembre 1930 et le 31 décembre 1931.
Une ligne complémentaire est ouverte entre Pau (place de la République) et l'Aviation (terrain d'aviation). Elle ouvre en 1916 pour une longueur de 10 km et disparait le 1er octobre 1930.

## Galerie

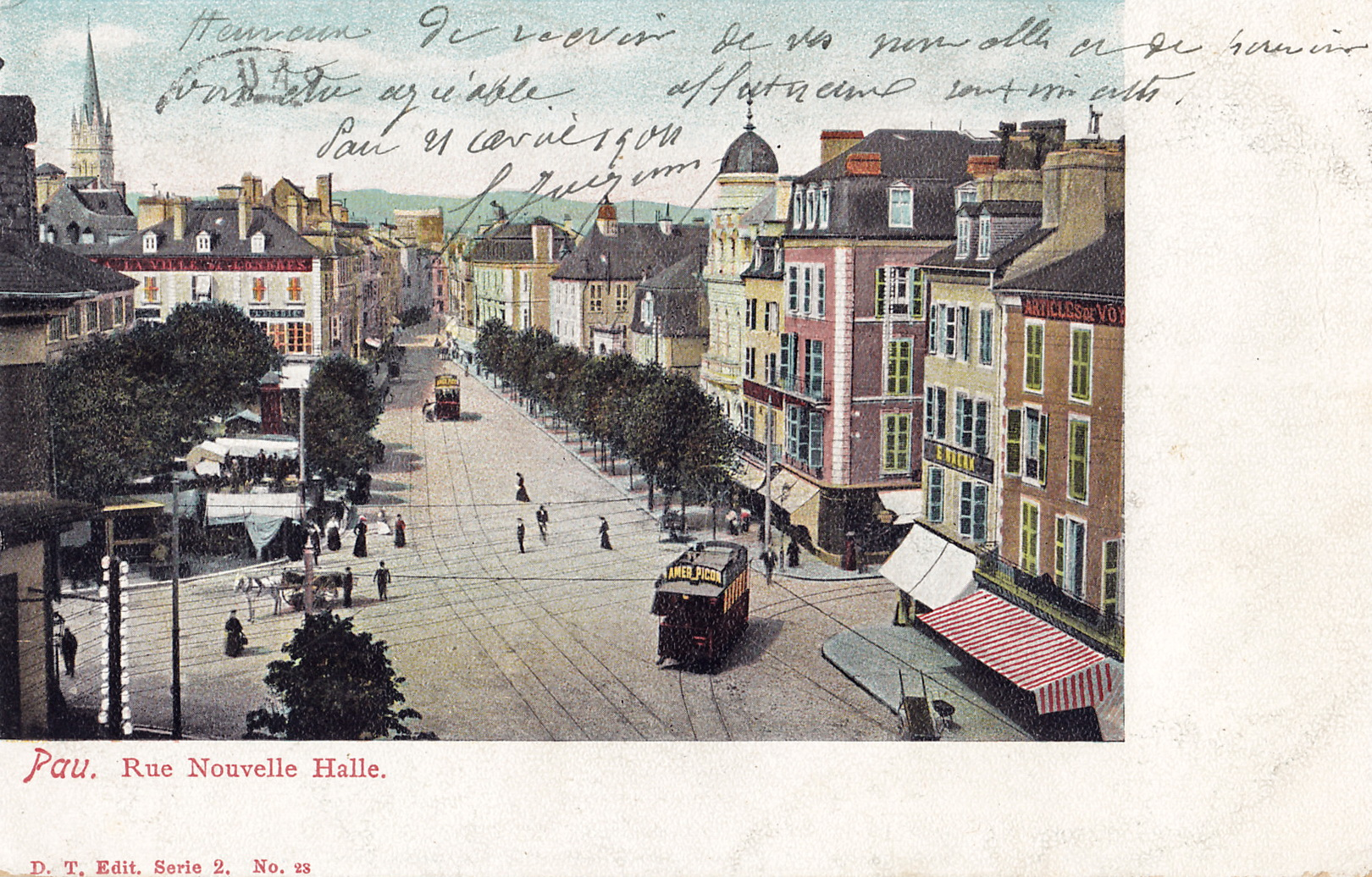
Tramways, rue de la Nouvelle-Halle, au tout début des années 1900.
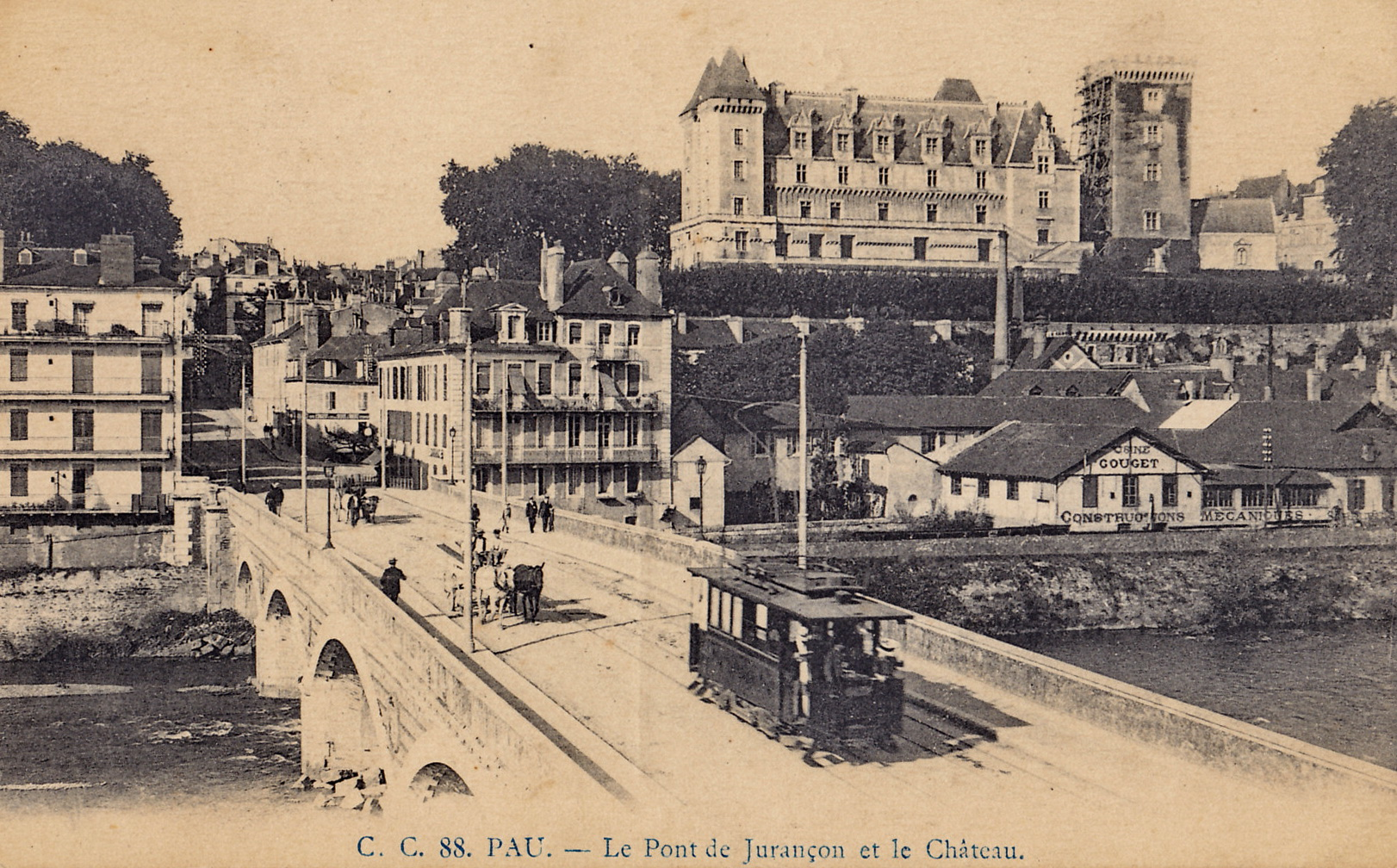
Tramway sur le Pont de Jurançon, dans les années 1910.
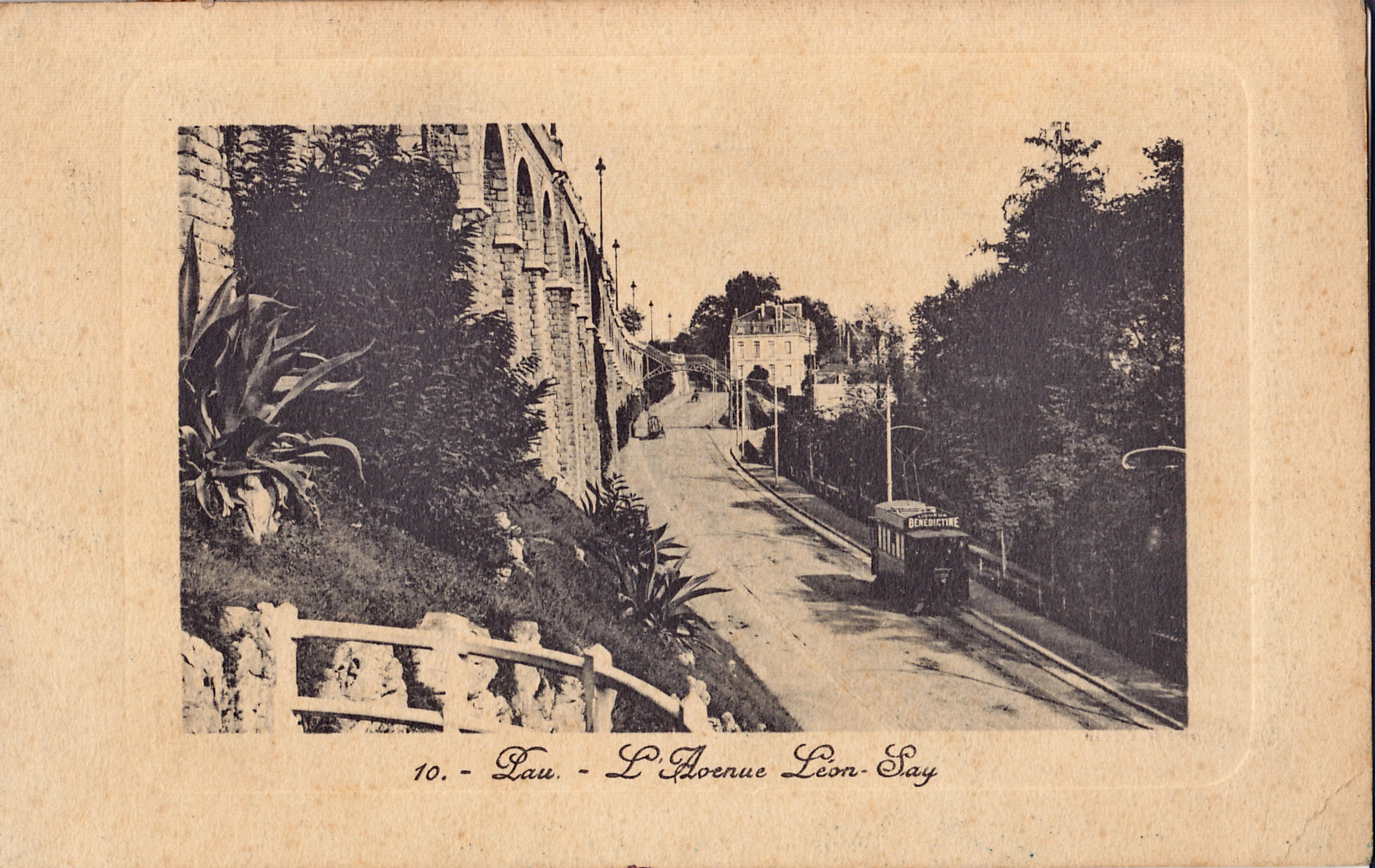
Tramway dans la rampe de l'avenue Léon-Say...
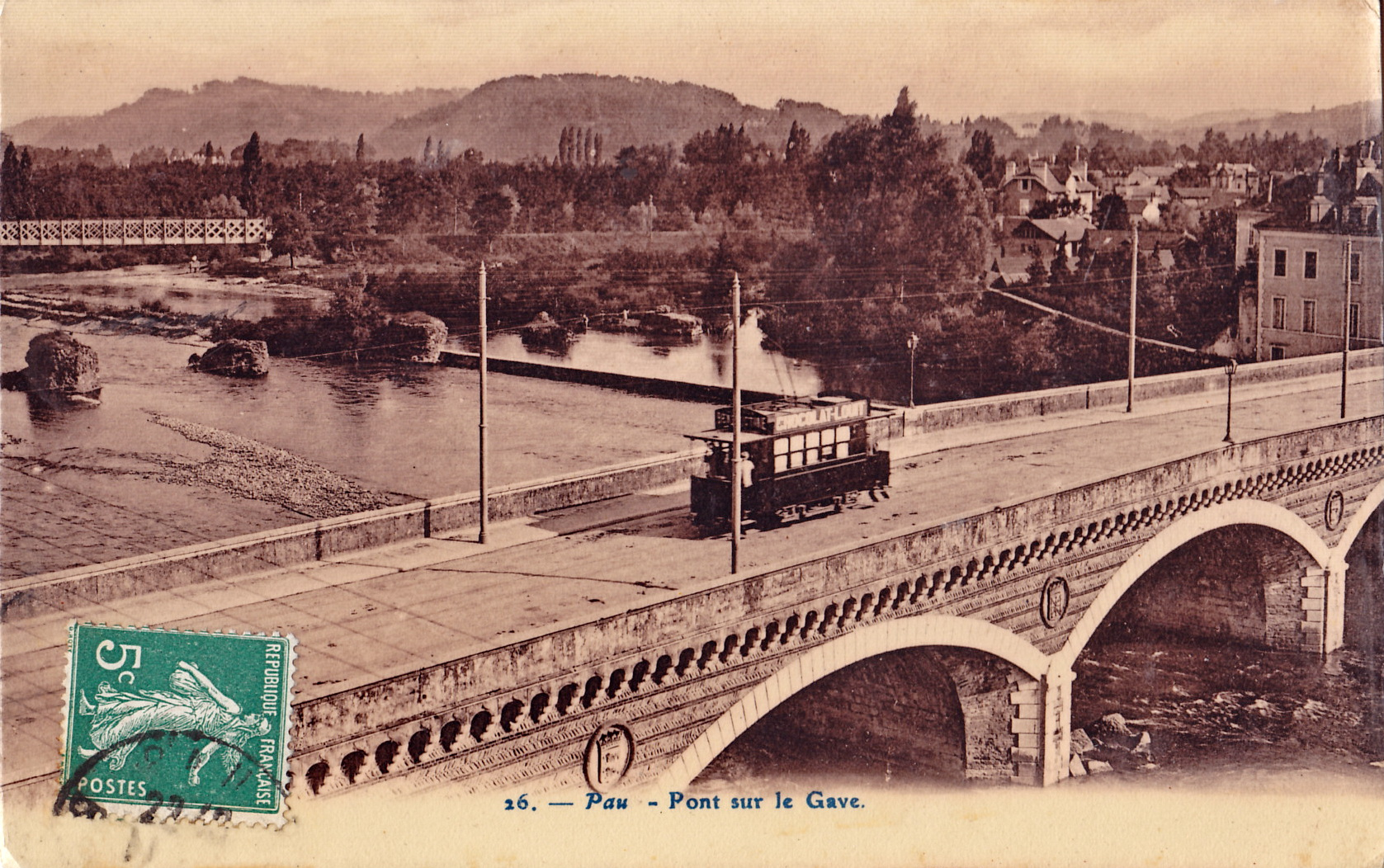
... et sur le pont du Gave, à la même époque.
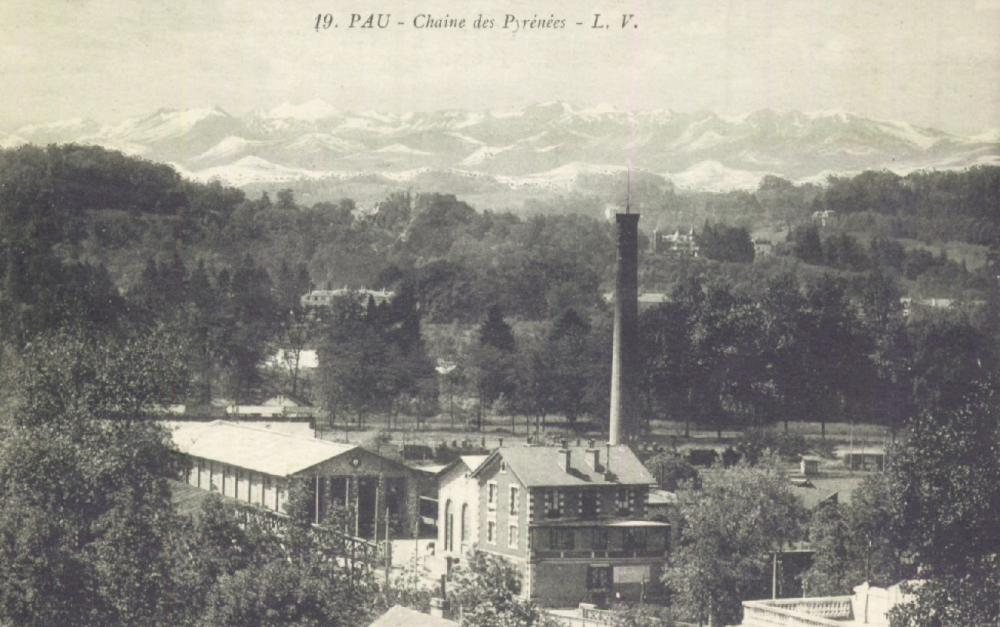
Le dépôt des tramways et l'usine.
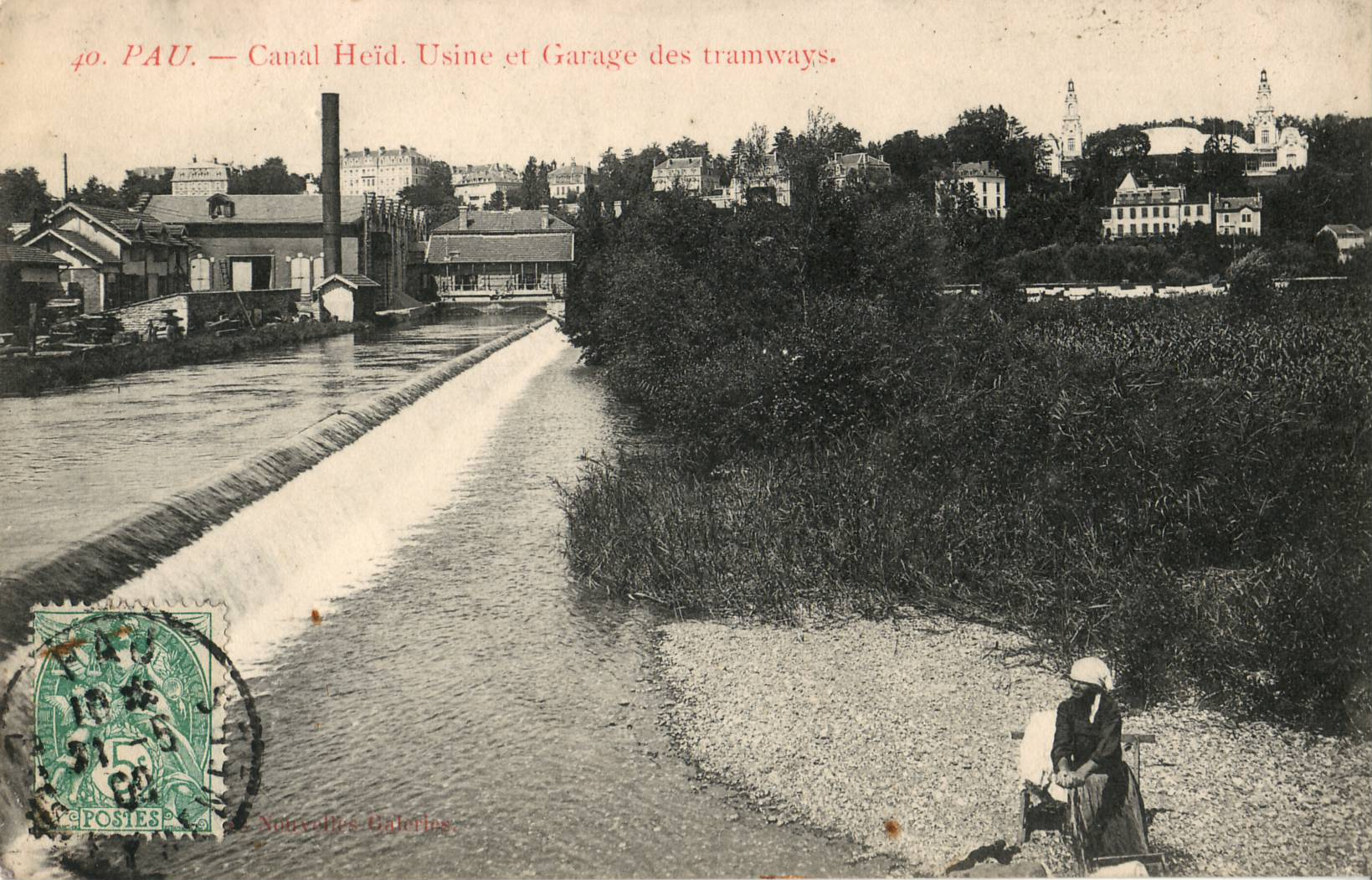
L'usine et le canal.
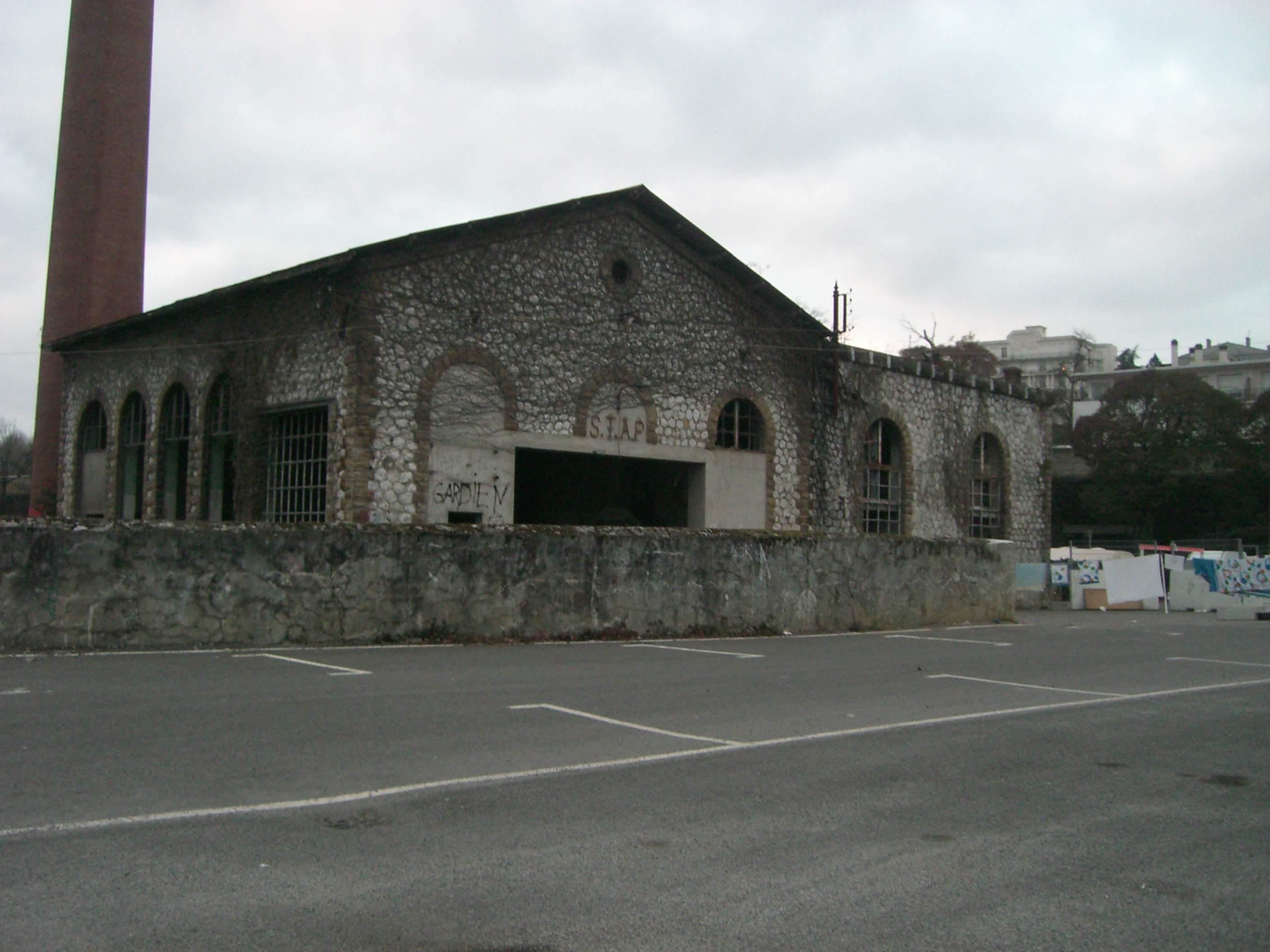
Vestige de l'ancien dépôt des tramways.